# Cheironitis asbenicus
Cheironitis asbenicus là một loài bọ cánh cứng trong họ Bọ hung (Scarabaeidae).